# Isidore Eggermont
Isidore Jacques Eggermont (15 mei 1844 - 16 april 1923) was een Belgisch diplomaat, japanoloog, fotograaf en schrijver.

## Biografie
In 1874 reisde Eggermont naar Egypte en Palestina en tussen 1876 en 1877 reisde hij de wereld rond. Op zijn laatste reis bezocht Eggermont Brits-Ceylon en Brits-Indië. Tijdens de winter van 1876-1877 werd hij raadsman van het Belgische gezantschap in Japan. Hij reisde veel en maakte aantekeningen en foto's die later als basis dienden voor zijn monografieën over Japan. Eind 1877 werd hij secretaris van de koning van België in Gent. In 1885 werd hij eerste secretaris van het Belgische gezantschap in Parijs.
In 1890 verwierf hij het kasteel van Leignon.

## Werken
- Exposition internationale de Philadelphie. Rapport sur l'Exposition universelle de Philadelphie au point de vue du commerce et de l'industrie belges, par I. Eggermont, Brussel, A. Mertens, 1877, 59 p.
- Le Japon, Histoire et Religion, par I. Eggermont, premier secrétaire de la légation de Belgique à Paris, Avec une nouvelle carte du Japon, Parijs, Ch. Delegrave, 1885, 156 p.
- Voyage autour du globe. L'Amérique, Parijs, Delagrave, 1892. 366 p.
- Voyage autour du globe. Japon, Parijs, Delagrave, 1900, 522 p.

- Bibliothèque nationale de France: cb10468276t (data)
- Gemeinsame Normdatei: 1023180111
- International Standard Name Identifier: 0000 0000 6873 1230
- PIC: 337965
- RKD-Nederlands Instituut voor Kunstgeschiedenis: 412234
- Union List of Artist Names: 500035011
- Virtual International Authority File: 95898350
- WorldCat: E39PBJrrtHw4VXbJr4gHdg384q